# Симмс, Гарри
Гарри Симмс Херш (25 декабря 1911 года — 11 февраля 1932 года) — американский профсоюзный активист и коммунист еврейского происхождения.
После того, как в 1931 году в штате Кентукки начались шахтерские волнения (так называемая «война Харлан Каунти»), Гарри Симмс был послан Национальным профсоюзом горняков в округ Харлан для руководства действиями шахтёров. Деятельность Симмса вызвала большое недовольство среди владельцев шахт и 10 февраля 1932 года в округе Нокс по их приказу на него было совершено покушение. Стрелявшим оказался помощник местного шерифа, по совместительству работавший также охранником на угольной шахте.
11 февраля Гарри Симмс от полученных ран скончался в больнице. На его похоронах присутствовало около 20 тысяч человек.
В память о Гарри Симмсе участниками «войны Харлан Коунти» была написана песня The Death of Harry Simms. Впоследствии песня приобрела известность в исполнении фолк-певца Пита Сигера.